# Klentnice
Klentnice (deutsch Klentnitz) ist eine Gemeinde im Jihomoravský kraj (Südmähren) in Tschechien. Sie liegt 20 Kilometer nordwestlich von Břeclav (Lundenburg) und gehört zum Okres Břeclav. Der Ort ist als ein Straßendorf angelegt. Klentnice gehört zur Weinbausubregion Mikulov.

## Geographie
Das Straßendorf Klentnice befindet sich zwischen den Pollauer Bergen und der Milovická pahorkatina. Das Dorf liegt am östlichen Fuße der Stolová hora (458 m) und wird überragt von der Ruine der Burg Sirotčí Hrádek (Waisenstein, auch Rosenburg genannt). Im Norden erheben sich der Děvín (549 m) und sein Vorberg Palava (461 m). Am südlichen Ortsrand entspringt der Bach Klentnický potok; südöstlich der Mušlovský potok.
Nachbarorte sind Horní Věstonice (Oberwisternitz) und Dolní Věstonice (Unterwisternitz) im Norden, Pavlov (Pollau) im Nordosten, Milovice (Millowitz) im Osten, Mikulov (Nikolsburg) im Süden, Bavory (Pardorf) im Südwesten sowie Perná (Bergen) im Westen.

## Geschichte

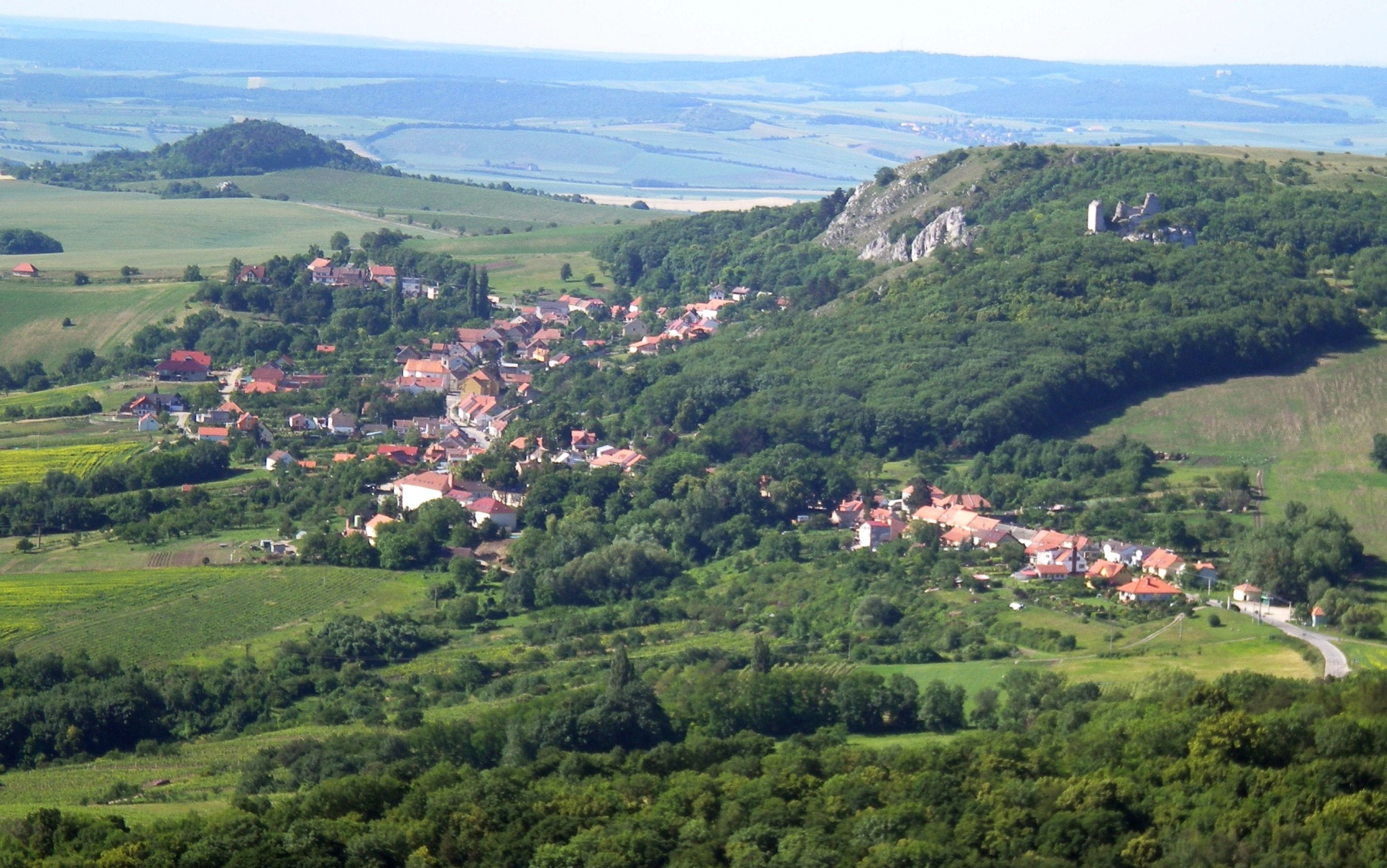
Klentnice

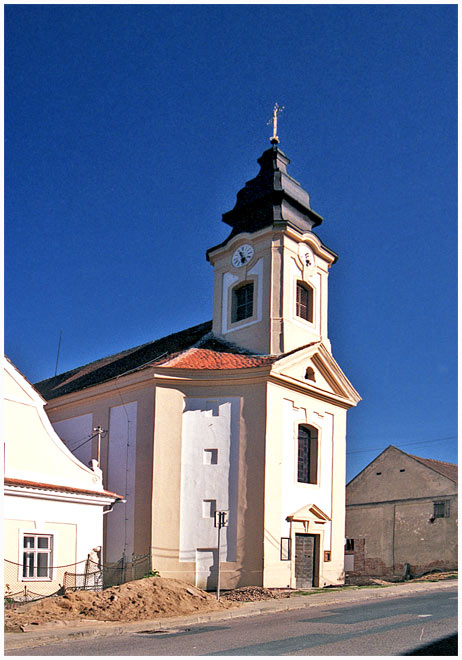
Barocke Kirche St. Georg in Klentnice

Ansicht von Klentnitz um 1930

Gräberfunde aus der La-Tène-Zeit belegen eine frühzeitliche Besiedelung. Erstmals erwähnt wurde Klentnitz 1249, als es im Besitz des Heinrich I. von Liechtenstein war. Nach einer königlichen Urkunde vom 11. März 1332 befand es sich in diesem Jahr im Besitz der Liechtensteiner und des Klosters Kanitz. Die „ui“- Mundart (bairisch-österreichisch) mit ihren speziellen Bairischen Kennwörtern weist auf eine Besiedlung durch bayrische deutsche Stämme hin, wie sie, um 1050, aber vor allem im 12./13. Jahrhundert erfolgte. Die Namensform wechselte von „Glemtitz“ (1332) und „Glewetitz“ (1351) über „Glennticz“ (1504) sowie „Glenginitz“ (1583) und „Glendnitz“ (1650) zu Klentnitz.
Durch Kriege, insbesondere den Hussiteneinfall von 1426, verödete der Ort. Anfang des 16. Jahrhunderts wurde er neu besiedelt. Bei der Aufteilung der Herrschaft Nikolsburg unter den Liechtensteinern 1514 werden Abgaben aus Klentnitz erwähnt. 1560 wird der Ort verkauft und fällt mit der Herrschaft Nikolsburg 1572 an Maximilian II. zurück, von ihm 1575 wiederum an Adam von Dietrichstein verkauft. Während des Dreißigjährigen Krieges wird Klentnitz 1619 von den ungarischen Truppen des Fürsten Bethlen Gabor geplündert und im Jahre 1645 samt der Burg Waisenstein von den Schweden erobert.
Der erste Schulbau erfolgte 1796 und der zweiklassige Neubau 1901. Bis 1775 war das Dorf nach Nikolsburg eingepfarrt. Während der Koalitionskriege wurde Klentnitz in den Jahren 1805 und 1809 von französischen Truppen besetzt und geplündert.
Das ausgeglichene warme Klima macht das Gebiet zu einem fruchtbaren Gartenland für Wein, Obst und Gemüse mit besonderer Qualität. Die Reblausplage, um 1864, zerstörte jedoch den größten Teil der Weinbauflächen. Bis 1900 ging die Weinbaufläche des Ortes auf 1/4 und bis 1945 auf 1/8 zurück. Neben allen Getreidearten wachsen auch Mais, Mohn und Raps. Auch in den Kalksteinbrüchen, der Ziegelei und in anderen Gewerbebetrieben fanden die Einwohner ihr Einkommen. Aus diesen Gründen wurde Klentnitz ein Luftkurort und war auch für die Sommerfrische sehr beliebt. 1890 wird eine Freiwillige Feuerwehr im Ort gegründet.
Nach der Niederlage Österreich-Ungarns im Ersten Weltkrieg wurde Mähren Bestandteil der 1918 proklamierten demokratischen Tschechoslowakei. Im Münchner Abkommen 1938 wurde die Abtretung der sudetendeutschen Gebiete an das Deutsche Reich erzwungen. Klentnitz wurde ein Teil des Reichsgaus Niederdonau. Im Zweiten Weltkrieg hatte der Ort 37 Opfer zu beklagen. Nach Kriegsende am 8. Mai 1945 kam Klentnitz zurück zur Tschechoslowakei. Nach Abzug der Rotarmisten wurde der Ort von militanten Tschechen besetzt. Um Racheakten zu entgehen, flüchtete ein Drittel der deutschen Bürger oder wurde über die nahe Grenze nach Österreich vertrieben. Dabei kam es zu neun Toten unter den Vertriebenen. Zwischen dem 15. März und dem 3. Oktober 1946 erfolgte die Zwangsaussiedlung der letzten 225 deutschen Klentnitzer nach Westdeutschland. Ihr Vermögen wurde konfisziert. Die in Österreich befindlichen Klentnitzer wurden entsprechend den im Potsdamer Kommuniqués genannten „Transfer“-Zielen bis auf wenige Personen nach Deutschland gebracht.

## Wappen und Siegel
Der Siegel von Klentnitz enthält im Siegelfeld einen beidseitig eingebogenen Renaissanceschild. Darin stehen zwei voneinander abgewendete Pflugmesser und darüber die Jahreszahl 1560. Dieses verhältnismäßig früh entstandene Dorfsiegel verweist auf die damalige Bedeutung des Ortes im Bereich der Herrschaft Nikolsburg. Von einem zweiten, 1651 entstandenen Siegel ist heute noch das Original-Typar erhalten und in der zweiten Hälfte des 19. Jahrhunderts entstand ein einfaches bildloses Schriftsiegel.

## Bevölkerungsentwicklung
Matriken werden seit 1625 geführt. Onlinesuche über das Landesarchiv Brünn. Grundbuchaufzeichnungen gibt es seit 1743.
| Volkszählung                                                                  | Häuser | Einwohner insgesamt | Volkszugehörigkeit der Einwohner | Volkszugehörigkeit der Einwohner | Volkszugehörigkeit der Einwohner |
| Jahr                                                                          | Häuser | Einwohner insgesamt | Deutsche                         | Tschechen                        | andere                           |
| 1793                                                                          | 88     | 405                 |                                  |                                  |                                  |
| 1836                                                                          | 90     | 437                 |                                  |                                  |                                  |
| 1869                                                                          | 96     | 434                 |                                  |                                  |                                  |
| 1880                                                                          | 96     | 494                 | 494                              | 0                                | 0                                |
| 1890                                                                          | 98     | 446                 | 436                              | 8                                | 2                                |
| 1900                                                                          | 104    | 525                 | 523                              | 2                                | 0                                |
| 1910                                                                          | 127    | 609                 | 607                              | 2                                | 0                                |
| 1921                                                                          | 134    | 630                 | 615                              | 2                                | 13                               |
| 1930                                                                          | 148    | 556                 | 552                              | 0                                | 4                                |
| 1939                                                                          |        | 567                 |                                  |                                  |                                  |
| Quelle: 1793, 1836, 1850 aus: Frodl, Blaschka: Südmähren von A–Z. 2006        |        |                     |                                  |                                  |                                  |
| Sonstige: Historický místopis Moravy a Slezska v letech 1848–1960, sv.9. 1984 |        |                     |                                  |                                  |                                  |

## Persönlichkeiten
- Leopold Grech (* 5. Oktober 1900; † 11. November 1981), Heimatforscher.  Träger des Professor-Josef-Freising-Preises 1975.
- Heinz Andreas Hönisch (* 1941), Honorarkonsul und Träger des Verdienstkreuzes am Bande der Bundesrepublik Deutschland.

## Sehenswürdigkeiten

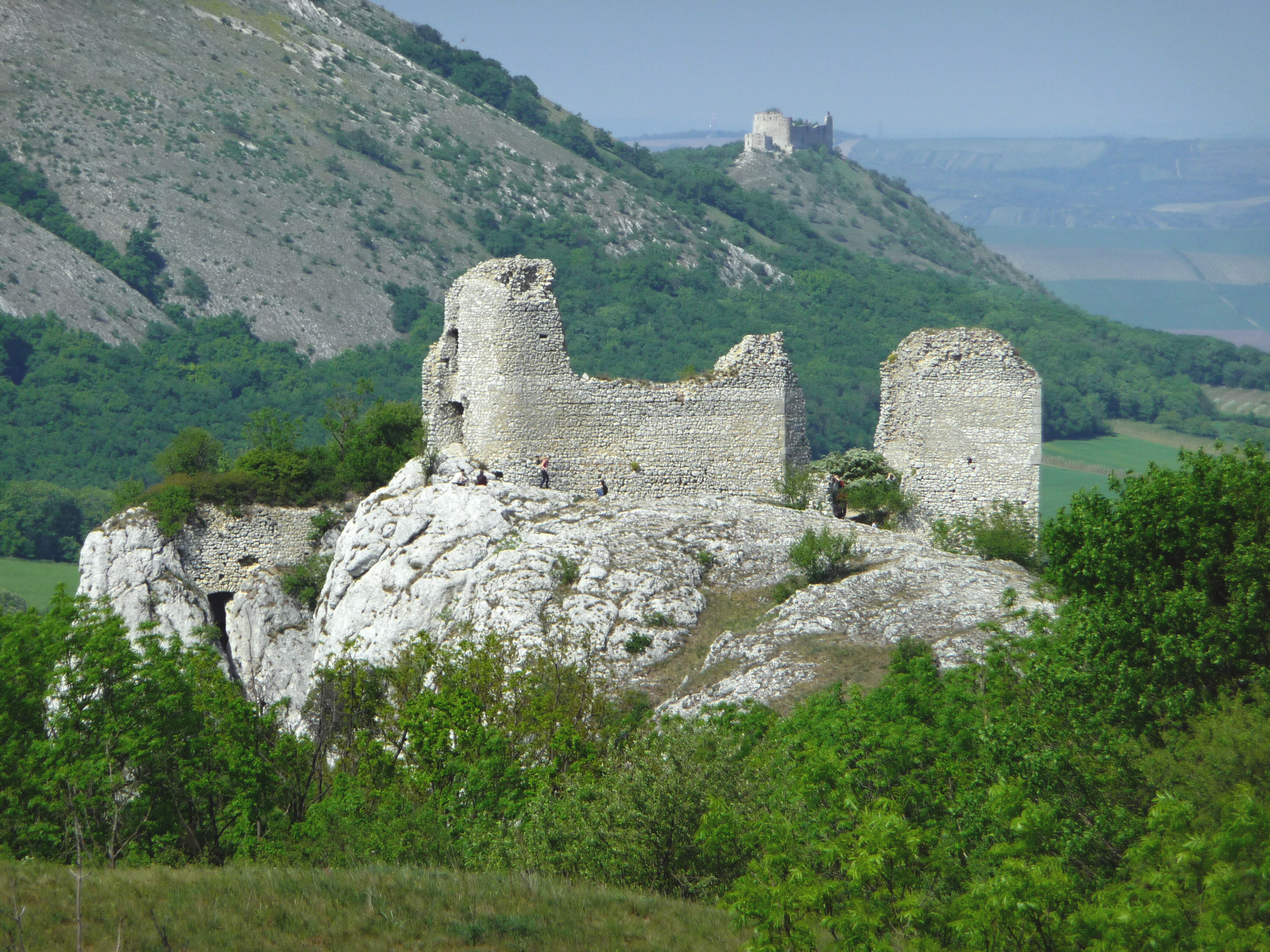
Burg Waisenstein

- Kirche St. Georg, erbaut 1783/85, spätbarocker spiegelgewölbter fast quadratischer Saal; Hochaltarbild von Josef Winterhalter d. J., Stuckaturen von Andreas Schweigel,
- Statuen des Hl. Florian und des Hl. Johannes von Nepomuk
- Pfarrhaus 1785, Friedhof 1582 eingesegnet[15]
- Ruine der Burg Waisenstein (Sirotčí hrádek) 13. Jahrhundert
- Burgstall Neuhaus
- Kriegerdenkmal (1925)

## Sagen
- Bei Klentnitz steht ein Bottichstein. Eine Sage erzählt, dass dort einst ein schwarzer Mann hauste, der durch Geschenke und Versprechungen den Eltern die Kinder raubte.[16]
- Die Riesen in der „Klause“[17]